# Blondel (familie)
Blondel was een Zuid-Nederlandse adellijke familie, ook bekend als Blondel van Schiers en Deskin en Blondel van Colroy. De familie is verwant met Eustache de Blondel de Beauregard de Viane. De adellijke familie is inmiddels uitgestorven.

## Genealogie
- Jean-Laurent Blondel, x Marie-Thérèse Janssens.
  - Laurent Blondel (1764-1819), x Marie-Josèphe van Ham. Hij was doctor in de rechten en burgemeester van Watermaal-Bosvoorde.
    - Charles-Emmanuel Blondel (zie hierna).

  - Pierre Benoît Blondel van Schiersen Deskin (zie hierna).
  - Philippe Blondel van Colroy (zie hierna).

## Charles-Emmanuel Blondel
Charles Emmanuel Alexandre Marie Blondel (Watermaal-Bosvoorde, 29 november 1806 - Antwerpen, 16 september 1877) werd advocaat en stafhouder bij de balie van Antwerpen. Verder was hij voorzitter van de provincieraad van Antwerpen, gemeenteraadslid en schepen van Antwerpen, voorzitter van de Katholieke Kring in Antwerpen en voorzitter van het gasthuis Saint-Charles. Hij werd in 1827, onder het Verenigd Koninkrijk der Nederlanden, opgenomen in de erfelijke adel. Hij trouwde in 1831 met Virginie Boone (1810-1838), dochter van de industrieel en gemeenteraadslid van Aalst. Hij hertrouwde met Charlotte de Cannart d'Hamal (1805-1886). Uit het eerste huwelijk had hij drie dochters. Emilie Blondel (1835-1865) werd redemptoristin in Brugge. 

## Pierre Blondel van Schiers en Deskin
Pierre Benoît Blondel van Schiers en Deskin (Gent, 1766 - Ninove, 17 juni 1854) was vrederechter in Ninove en gemeenteraadslid in deze stad. Voordien was hij burgemeester van Nederhasselt en lid van de Provinciale Staten van Oost-Vlaanderen. In 1827 werd hij opgenomen in de erfelijke adel. Hij bleef vrijgezel. 

## Philippe Blondel van Colroy
Philippe Joseph Emmanuel Blondel van Colroy (° Leuven, 10 februari 1783), heer van Colroy, schepen van Geraardsbergen, trouwde in 1802 met Anne Odemaer (1757-1829), zesentwintig jaar ouder en weduwe van Jean de Moerman. Het huwelijk bleef kinderloos.